# Маранское сельское поселение
Маранское сельское поселение — муниципальное образование в Ярковском районе Тюменской области.
Административный центр — село Маранка.

## Состав поселения
В состав сельского поселения входят: 
- село Маранка
- деревня Бор
- деревня Бигила
- село Матмасы